# Zespół kamienic przy ulicy Moniuszki 2-4 i Piastowskiej 1-3 w Katowicach
Zespół kamienic przy ulicy Stanisława Moniuszki 2-4 i Piastowskiej 1-3 w Katowicach – zabytkowy zespół czterech kamienic mieszkalno-handlowych, położony w Katowicach-Śródmieściu, w kwartale ulic: S. Moniuszki 2 i 4 oraz Piastowskiej 1 i 3. Pochodzi on z około 1900 roku, a charakterystycznym elementem są znajdujące się w narożach zespołu kamienic hełmy.

## Historia

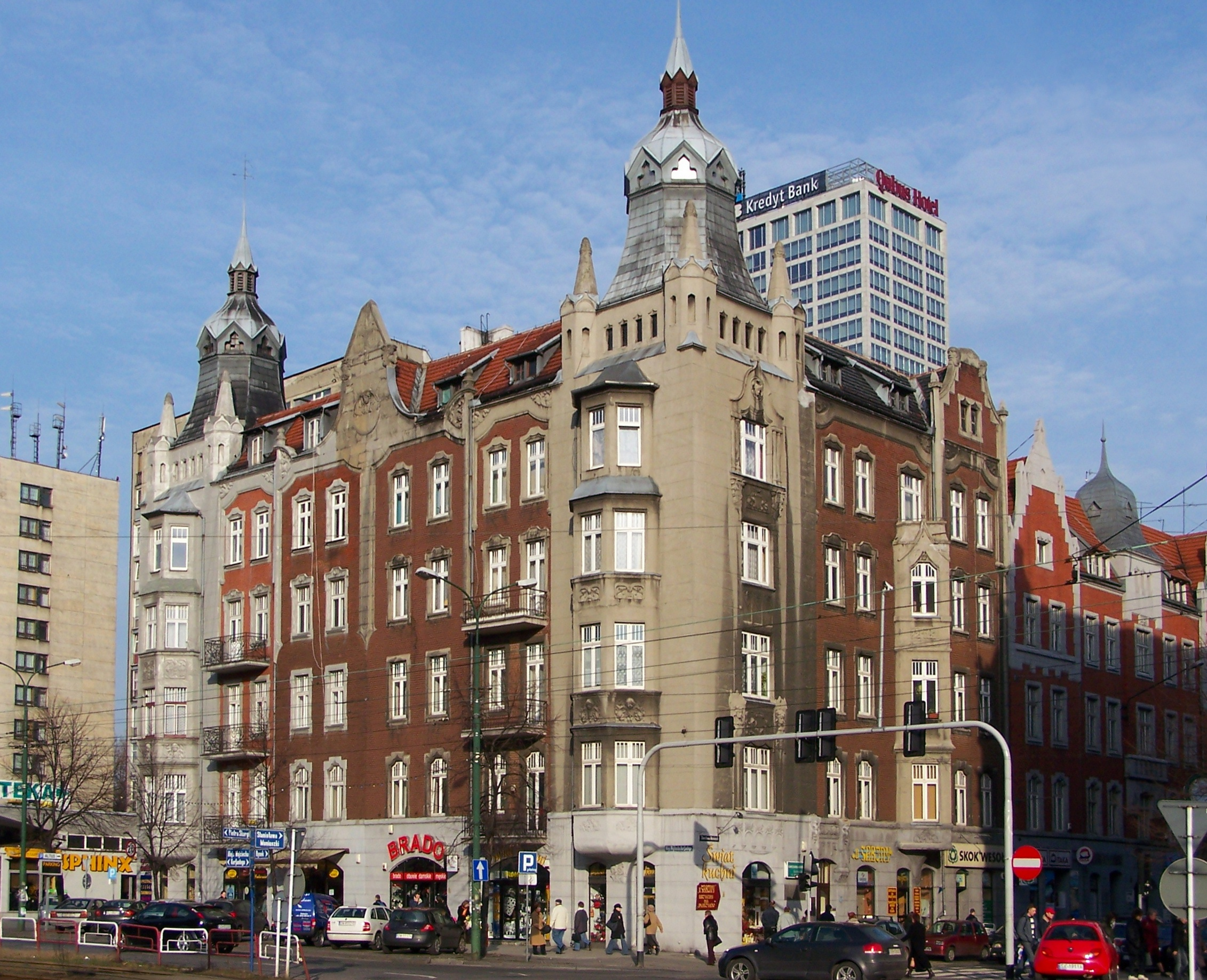
Kamienica w 2007 roku

Zespół kamienic został oddany do użytku około 1900 roku, a za ich projekt odpowiada Louis Dame. Został on wybudowany w tym samym okresie co sąsiedni gmach dawnego Grand Hotelu, a także nawiązuje do niego pod względem architektonicznym. 
W dniu 4 września 1992 roku budynek ten wpisano do rejestru zabytków.
Na początku 2021 roku kamienica była w renowacji. Do tego czasu odnowiono elewację od strony ulicy Piastowskiej, a także część od strony alei W. Korfantego. W połowie stycznia 2021 roku rusztowania znajdowały się na kolejnym fragmencie zespołu kamienic od strony alei W. Korfantego, a także przy fasadzie od strony ulicy S Moniuszki. 
Na początku 2022 roku w systemie REGON przy ulicy S. Moniuszki 2 było czynnych 8 aktywnych podmiotów gospodarczych, przy ulicy S. Moniuszki 4 było ich 23, przy ulicy Piastowskiej 1 łącznie 11 podmiotów, a przy ulicy Piastowskiej 3 było ich wówczas 8.

## Charakterystyka
Zabytkowy zespół kamienic mieszkalno-handlowych położony jest w kwartale ulic Piastowskiej 1 i 3, alei W. Korfantego oraz ulicy S. Moniuszki 2 i 4, w katowickiej dzielnicy Śródmieście. Został wybudowany w stylu eklektycznym z elementami zapowiadającymi secesję. 
Charakterystycznym elementami zespołu kamienic są znajdujące się narożnikach hełmy. Kamienice położone od strony przy alei W. Korfantego (ul. S. Moniuszki 2 i Piastowska 1) posiadają sześć kondygnacji nadziemnych i jedną podziemną, natomiast pozostałe dwie mają po pięć kondygnacji nadziemnych i jedną podziemną. 
Powierzchnia zabudowy kamienicy przy ulicy S. Moniuszki 2 wynosi 318 m², przy ulicy S. Moniuszki 4 – 349 m², ulicy Piastowskiej 1 – 349 m², natomiast przy Piaskowskiej 3 wynosi 329 m². Powierzchnia użytkowa kamienicy przy ulicy S. Moniuszki 4 wynosi 1232 m², a ulicy Piastowskiej 1 – 1232,71 m².
Zespół kamienic wpisany jest do rejestru zabytków pod numerem A/1497/92 – granice ochrony obejmują cały kompleks. Budynek wpisany jest także do gminnej ewidencji zabytków miasta Katowice.

## Galeria

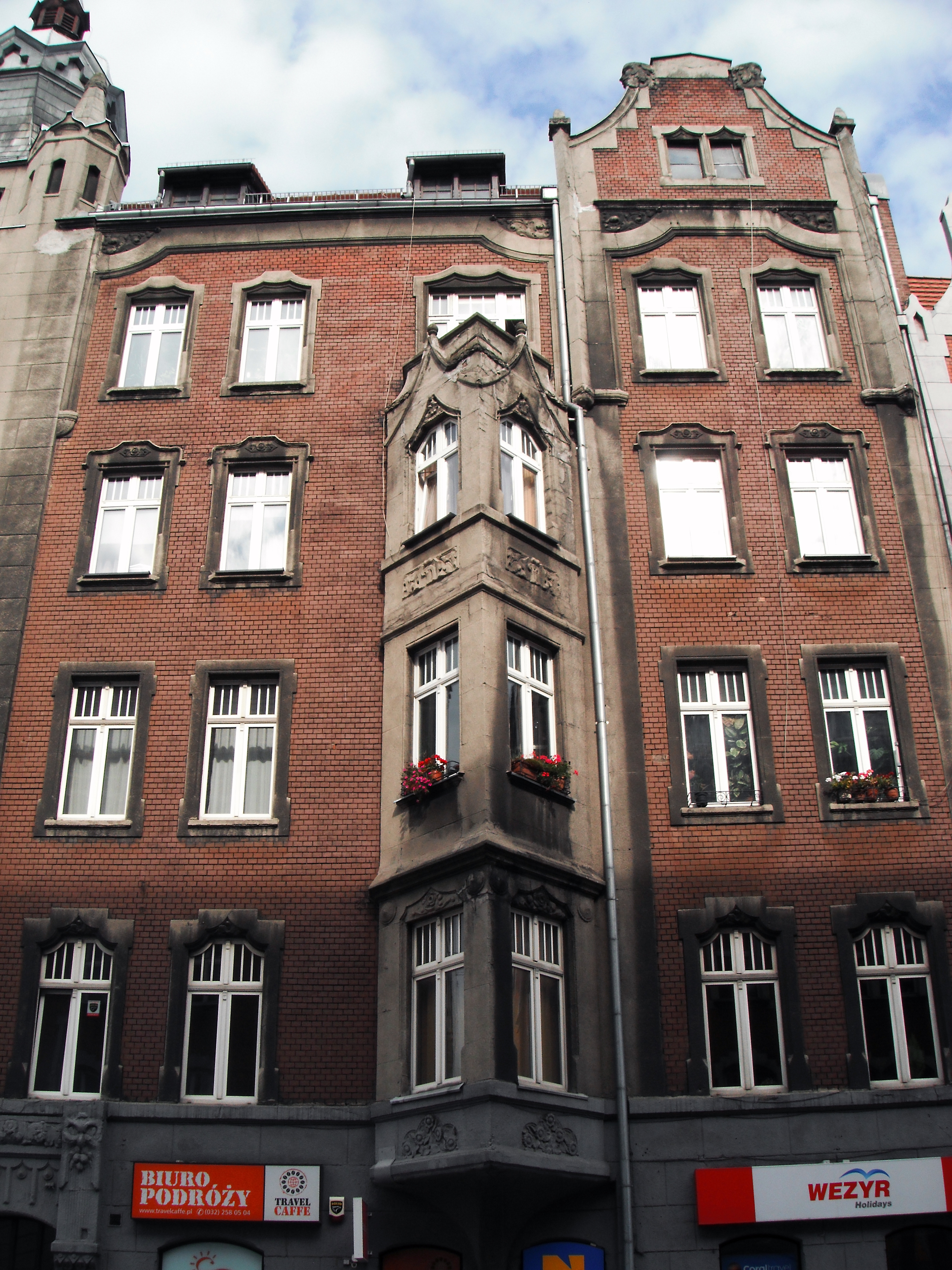
Elewacja od strony ulicy S. Moniuszki 2 (2014)
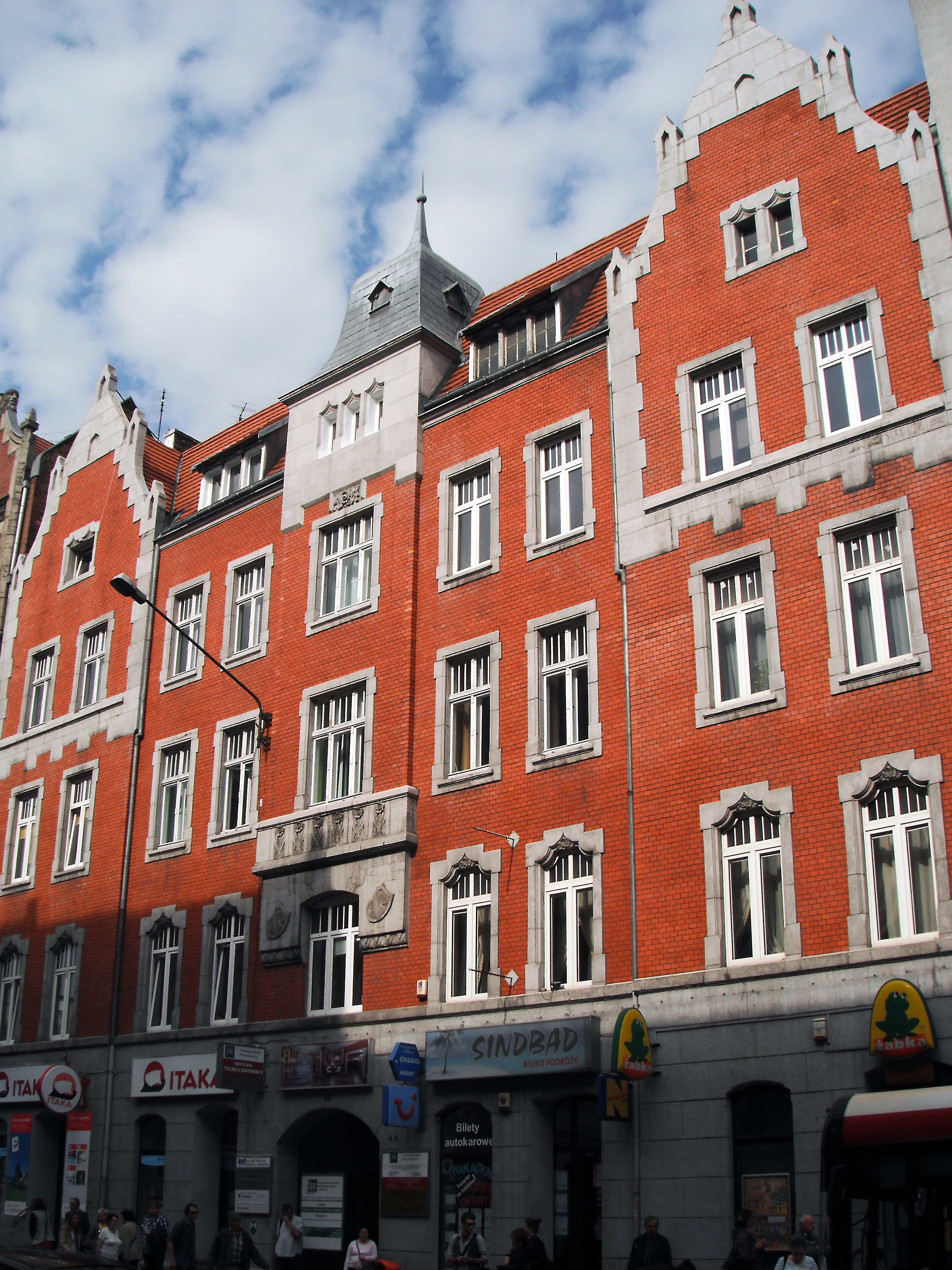
Elewacja od strony ulicy S. Moniuszki 4 (2014)
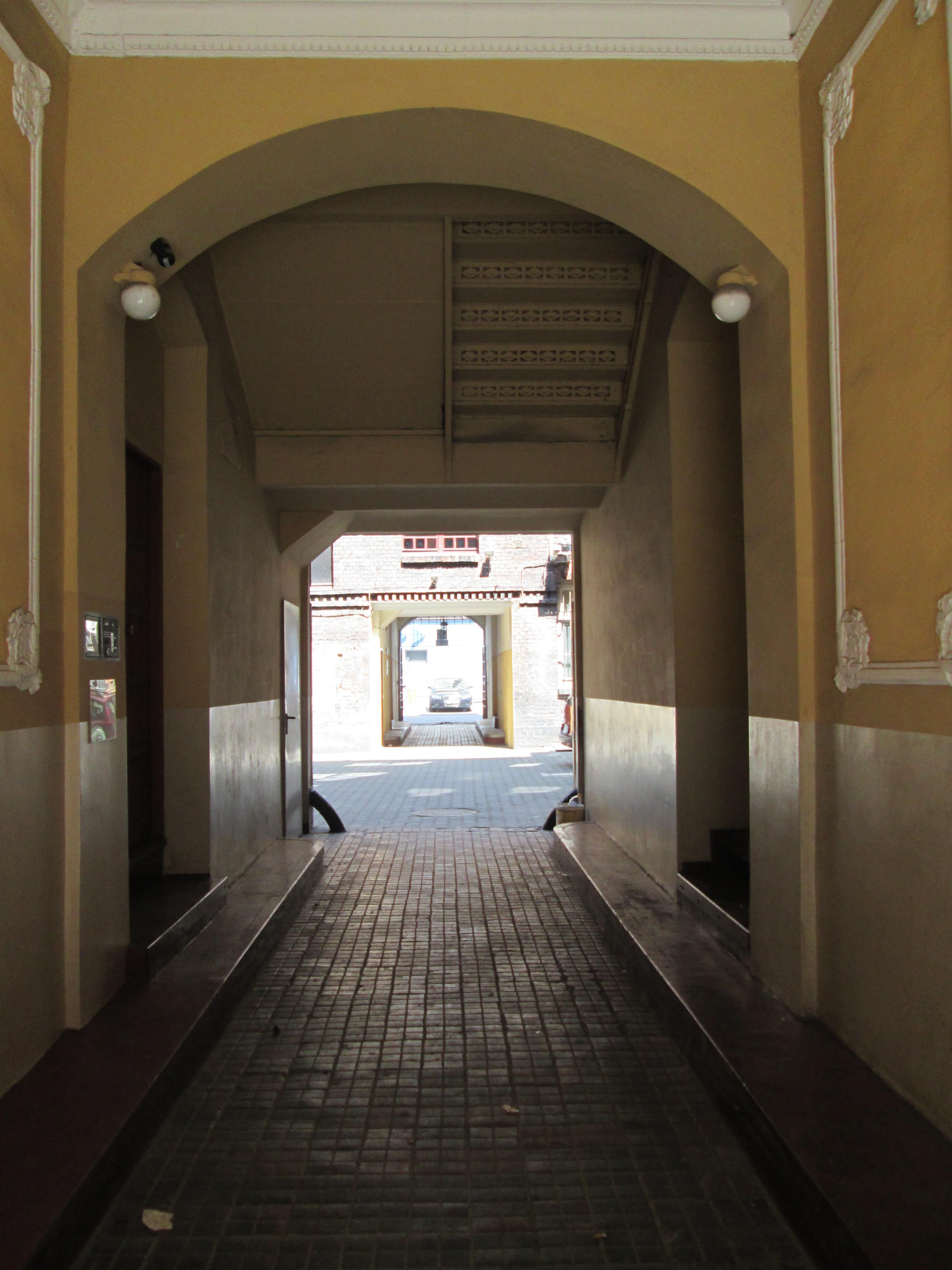
Korytarz we wnętrzu kamienicy przy ulicy S. Moniuszki 4 (2014)
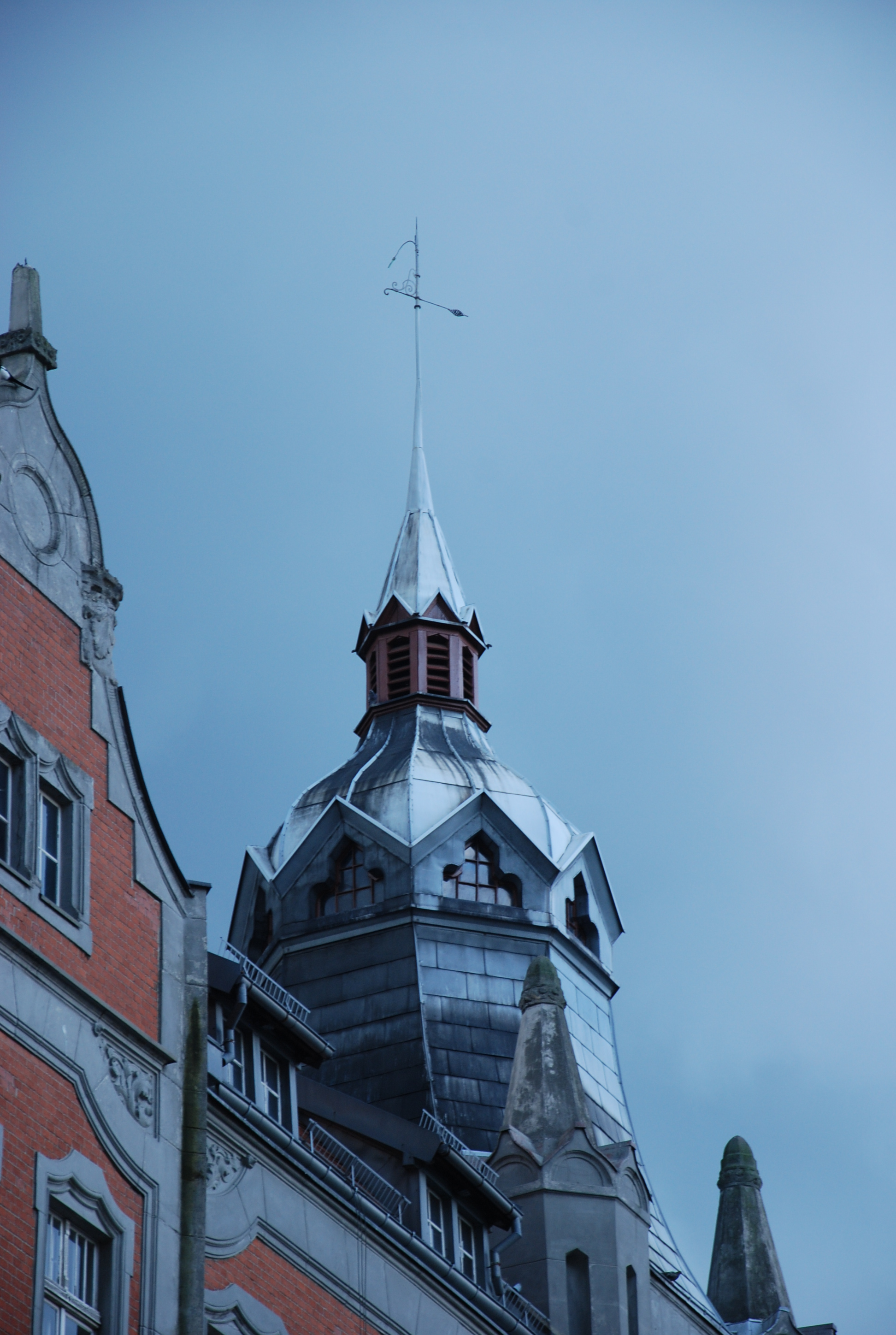
Jeden z dwóch charakterystycznych hełmów w narożniku zespołu kamienic (2014)
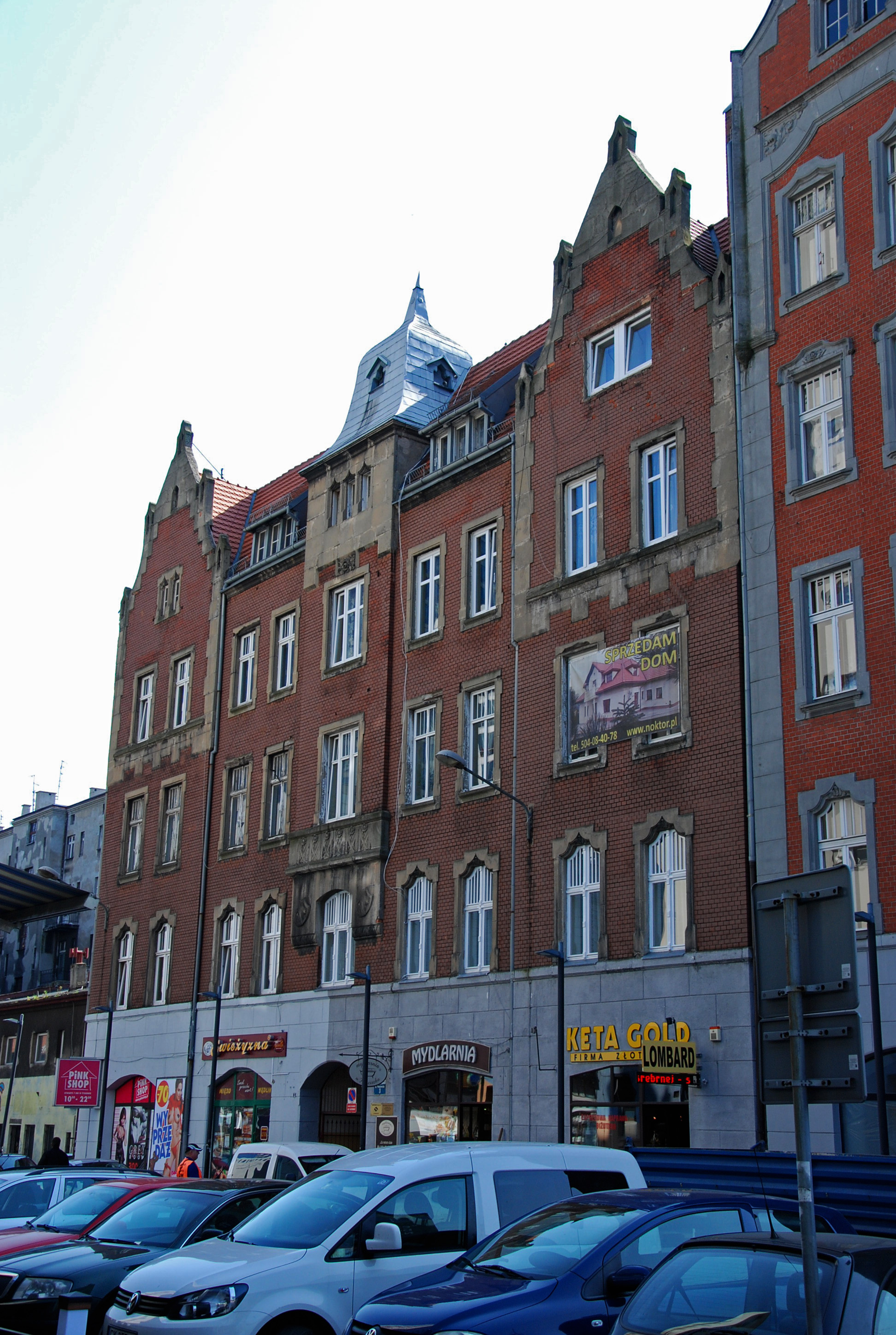
Elewacja od strony ulicy Piastowskiej 3 (2014)